# Beowulf (Fernsehserie)
Beowulf, auch Beowulf: Return to the Shieldlands ist eine britische Fernsehserie, welche auf der angelsächsischen Heldendichtung Beowulf basiert. Die Erstausstrahlung der Serie erfolgt am 3. Januar 2016 beim Sender ITV, nachdem die Pilotfolge zuvor bereits seit Weihnachten 2015 auf der sendereigenen Plattform ITV Hub zur Verfügung gestellt wurde. Die Serie besteht aus 13 Folgen. In den USA war sie beim mittlerweile eingestellten Sender Esquire Network zu sehen.

## Inhalt
Die Serie basiert auf der angelsächsischen Heldendichtung Beowulf, wobei jedoch auch neue Figuren und Handlungen eingefügt wurden.

## Darsteller

### Hauptfiguren
- Kieran Bew als Beowulf
- Lolita Chakrabarti als Lila
- Elliot Cowan als Abrican
- Laura Donnelly als Elvina
- Gísli Örn Garðarsson als Breca
- Edward Hogg als Varr
- William Hurt als Hrothgar
- Edward Speleers als Slean
- Ellora Torchia als Vishka
- Joanne Whalley als Rheda

### Nebendarsteller
- David Ajala als Rate
- Holly Earl als Kela
- Ian Puleston-Davies
- George Kent als Young Slean
- Emmett J. Scanlan als Skellen
- David Harewood
- Jack Smith als Red
- Joe Sims
- Lee Boardman als Hane
- David Bradley
- Chipo Chung
- Ace Bhatti
- Grégory Fitoussi
- Allison McKenzie
- Jack Hollington als junger Beowulf
- Susan Aderin
- Claire-Louise Cordwell
- Kirsty Oswald
- Alex Price
- Jack Rowan
- Itoya Osagiede
- Harry Norbert

## Rezeption

### Kritiken
Von den bei Rotten Tomatoes erfassten Kritiken sind 66 Prozent positiv. Auf IMDb erhielt der Film einen Score von 5,8 von 10 möglichen Punkten.